# 宋錫夏 (1915年生)
宋 錫夏(ソン・ソカ、송석하)は大韓民国の軍人、政治家。本貫は恩津宋氏。創氏改名時の日本名は武原弘庄。

## 経歴
1915年、忠清南道大徳郡に生まれる。清州高等普通学校中退。1934年、長春外国語専門学校修了。1936年6月、中央陸軍訓練処第5期に入学。満州の軍官学校に入学した朝鮮人では珍しい南部出身であった 。チチハルの第3教導隊で3か月間の基礎軍事教育を経て中央訓練処で教育を受けた。1937年9月、中央陸軍訓練処を首席で卒業し、皇帝溥儀から金時計を下賜された。見習軍官を経て同年12月に少尉任官。歩兵第27団に配属。
間島特設隊が創設されると機迫連（機関銃迫撃砲中隊）に服務した。後に長春の農業高等学校と青年訓練所の配属将校として服務。1940年12月、申鉉俊と交代して間島特設隊に復帰。1941年3月、中尉。1944年、上尉。第2次世界大戦終戦時は満州国軍上尉。1946年3月、帰国。
1946年12月、警備士官学校第2期卒業、任少尉(軍番10184番)。1947年2月、38度線警備中隊（中隊長：金點坤中尉）第1警備隊長。1948年、第3連隊副連隊長（連隊長は咸俊鎬）の時に麗水・順天事件の鎮圧に参加。1948年11月26日、第12連隊長。1949年7月30日、首都警備司令部参謀長。
1950年10月、第6師団（師団長：金鐘五准将）副師団長。10月下旬、金鐘五が負傷すると師団長代理。1951年12月、首都師団副師団長。1952年10月、砲兵戦力強化のための上級指揮官、いわゆる『16人の砲兵将星』の一人に選抜され、光州の砲兵学校に入校し三ヶ月の基礎訓練を受けたのち米国に留学。1953年5月27日、第20師団長（2代）。
1955年1月、少将に昇進。1956年11月、第3管区司令官。1957年8月2日、第5軍団副軍団長。のちに陸軍本部の軍事発展局長や陸軍本部作戦参謀副長を歴任。1961年7月、国防大学院院長。
1963年2月、予備役編入。民主共和党創党準備委員、民主共和党中央常任委員。同年6月、五月同志会創立委員、五月同志会中央委員。1964年12月、国家安全保障理事会常任委員兼事務局長。1965年2月、民間防衛改善委員会委員長兼任。1966年5月、国家動員体制研究委員会委員長。同年12月、国会議員立候補のため国家安全保障理事会事務局長を辞任。1968年2月、郷土防衛諮問委員会専門委員。1969年6月、韓国輸出産業公団理事長。1970年、韓中・日韓経済会談代表。1972年、在郷軍人会安全保障委員長。1975年、国家安全保障会議研究委員。1976年3月、中央民間防衛協議会委員。
2008年4月29日に民族問題研究所と親日人名辞典編纂委員会が発表した親日人名辞典収録対象者軍部門に含まれていた。
2009年、親日反民族行為真相糾明委員会は作成した報告書で、「1937年11月、満州国軍少尉に任官して以来、日本の敗戦まで日本の傀儡国である満州国の軍人として服務した」「間島特設隊の主要幹部として抗日武装隊を攻撃、罪のない民衆を弾圧するなど日本の侵略戦争に積極的に協力した」と記録し、日帝強占下反民族行為真相糾明に関する特別法第2条10号（「日本帝国主義軍隊の少尉以上の将校として侵略戦争に積極的に協力した行為」）と19号（「日本帝国主義の植民地支配と侵略戦争に協力して賞または勲功を受けた者として、日本帝国主義に著しく協力した行為」）に規定する親日反民族行為をしたと評価した。

## 叙勲
- 太極武功勲章
- 乙支武功勲章
- 忠武武功勲章
- 花郎武功勲章
- 勲五位景雲章 1943年9月[2]。